# Pascal Reinhardt (Fußballspieler)
Pascal Reinhardt (* 11. September 1992 in Horb am Neckar) ist ein ehemaliger deutscher Fußballspieler. 

## Karriere
Nach seiner Jugendzeit beim SSV Reutlingen und den Stuttgarter Kickers wechselte er zur Saison 2011/12 zur zweiten Mannschaft des FC Bayern München. Mit dem Wintertransfer 2012/13 verließ er den FC Bayern München und schloss sich dem FC 08 Homburg an, für den er in anderthalb Jahren 12 Ligatreffer in 39 -einsätzen erzielte. Zur Saison 2014/15 wechselte er zum Drittligaaufsteiger 1. FSV Mainz 05 II. Reinhardt kam im Saisonverlauf zu sieben Ligaeinsätzen (2 Tore), sein auslaufender Vertrag wurde nach dem Klassenerhalt nicht verlängert. Nach einer halbjährigen Vereinslosigkeit schloss er sich dem SSV Ulm 1846 an
Am 1. Januar 2017 wechselte er zum neuseeländischen Erstligisten Waitakere United, bei dem er einen bis zum 30. Juni 2017 gültigen Vertrag erhielt. Mit neun Punktspielen in der Rückrunde trug er zum dritten Platz bei, der zur Teilnahme an den Ausscheidungsspielen um die Meisterschaft der ersten vier Mannschaften der regulären Saison berechtigte. Im zweiten Halbfinale am 26. März 2017 unterlag er mit seiner Mannschaft trotz seiner drei Tore beim 6:6 nach Verlängerung mit 2:3 nach Elfmeterschießen dem Team Wellington. Wieder zurück in Deutschland, schloss er sich am 19. Juli 2017 dem württembergischen Landesligisten VfL Nagold an. Nach einer Reihe von Verletzungen musste er 2020 seine Karriere als Spieler beenden und wurde Co-Trainer beim VfL Nagold.
Zur Saison 2021/22 wurde Reinhardt Trainer beim württembergischen Verbandsligisten FC Holzhausen. Zusammen mit Emanuele Ingrao und Spielertrainer Oliver Grathwol war er dort Teil eines Trainertrios. Er führte den Klub 2022 zur Vizemeisterschaft in der Verbandsliga, in den Aufstiegsspielen gegen den FC Denzlingen setzte man sich klar durch (5:0 und 6:1). Dadurch trat der Klub in der Saison 2022/23 erstmals in der Oberliga Baden-Württemberg an. Nach dem Abgang von Ingrao hatte Reinhardt seit Sommer 2022 neben der Cheftrainerrolle auch den Posten den sportlichen Leiters inne. Die erste Oberligasaison beendete der Klub auf dem siebten Tabellenplatz. In der Sommerpause wurde er vom Ligakonkurrenten SG Sonnenhof Großaspach abgeworben.